# ジョージ (ケンブリッジ公)
第2代ケンブリッジ公爵ジョージ・ウィリアム・フレデリック・チャールズ（2nd Duke of Cambridge, George William Frederick Charles, KG, KT, KP, GCB, GCH, GCSI, GCMG, GCIE, GCVO, VD, KStJ, PC, PC, ADC(P)、1819年3月26日 – 1904年3月17日）は、イギリスの王族。

## 経歴
ケンブリッジ公アドルファス（ジョージ3世七男）と妃オーガスタの長男として、ハノーファーで生まれた。
彼は父同様軍人としてキャリアを積み、ハノーファー軍に短期間入隊したのを皮切りに、イギリス陸軍で活躍した。一定年数の実戦経験を得た後、陸へ上がり名誉職に退く王族が多い中、職業軍人としてクリミア戦争に従軍した変わり種である。1856年から1895年までの長きにわたって、イギリス陸軍最高司令官であった。
常々「政略結婚は失敗すると決まっている」と公言していたジョージは、1847年、愛人であった女優のサラ・フェアブラザーと結婚した。この結婚については1772年の王室結婚令に背いていることから私的に行われ、サラとの結婚は法的には認められないものとなった。サラはケンブリッジ公爵夫人とも名乗れず殿下 (Her Royal Highness) の称号も使えず、イギリス王室の一員とも認められなかった。サラは、ジョージが与えた姓フィッツジョージ (Mrs. FitzGeorge) を名乗った。愛妻サラが1890年に先立つと、ジョージは取り乱したという。以後、毎年の妻の命日になるとその死を悼んで喪に服すジョージの姿があった。

## 称号と栄典

### 称号の変遷
- 1819年3月26日 – 1850年7月8日：ジョージ・オブ・ケンブリッジ王子殿下（His Royal Highness Prince George of Cambridge）
- 1850年7月8日 – 1904年3月17日：ケンブリッジ公爵殿下（His Royal Highness The Duke of Cambridge）

### 栄典
- ガーター勲章 - 1835年受章[1]
- シッスル勲章 - 1881年受章[2]
- 聖パトリック勲章 - 1851年受章[2]
- バス勲章 ナイト・グランド・クロス - 1855年受章[2]
- ロイヤル・ゲルフ勲章（英語版）[3] - 1825年受章[2]
- インドの星勲章 ナイト・グランド・コマンダー - 1877年受章[4]
- 聖マイケル・聖ジョージ勲章 ナイト・グランド・クロス -  1877年受章[5]
- インド帝国勲章 ナイト・グランド・コマンダー - 1887年受章[6]
- ロイヤル・ヴィクトリア勲章 ナイト・グランド・クロス - 1897年受章[7]
- 聖ジョン名誉騎士団（英語版） 「正義の騎士」 - 1896年受章[8]
- 義勇士官勲章（英語版）[9]

### 外国栄典
- レジオンドヌール勲章 大十字章 - 1855年受章[2]（ フランス帝国）
- 聖アンドレイ勲章（英語版） ナイト - 1874年受章[2]（ ロシア帝国）
- 金獅子王家勲章（ドイツ語版） 大十字章 - 1844年12月18日[2]（ ヘッセン選帝侯国）

### 名誉職
- 枢密顧問官 - 1856年[2]
- アイルランド枢密顧問官（英語版） - 1868年4月21日[2]
- 君主個人副官（英語版） - 1895年[10]

### 名誉学位
- 名誉民法博士（英語版） - 1853年（ケンブリッジ大学名誉学位）[2]
- 名誉法学博士 - 1864年（オックスフォード大学名誉学位）[2]
- 名誉法学博士 - 1868年（ダブリン大学名誉学位）[2]

## 子女
妻サラ・フェアブラザーとの間に3男をもうけ、全員が軍人となった。なお、王室結婚令に背いた結婚であったことから、子供たちにはフィッツジョージ姓が与えられたが、王位継承権及び公位継承権はなく、ジョージの死をもってケンブリッジ公家は断絶した。のち、ケンブリッジ公爵の称号は、2011年4月29日にウィリアム王子（のちのプリンス・オブ・ウェールズ）とキャサリン・ミドルトンの結婚に伴って復活した。
- ジョージ・フィッツジョージ（英語版）（1843年 – 1907年）
- アドルファス・フィッツジョージ（英語版）（1846年 – 1922年）
- オーガスタス・フィッツジョージ（1847年 – 1933年）